# Linux Lite
Linux Lite è una distribuzione Linux, basata su Debian e Ubuntu, creata da Jerry Bezencon.

## Descrizione
Linux Lite è stato creato con l'idea di rendere quanto più semplice possibile la transizione da Windows ad un sistema operativo Linux; la distribuzione è leggera e offre un ambiente desktop con una personalizzazione di Xfce. 
Sono presenti una serie di applicazioni di base accanto al alcune sviluppate dai creatori e adatte ad un pubblico di livello principiante in ambiente Linux, ma contrariamente ad Ubuntu, vi è l'assenza del supporto al formato snap.

## Requisiti di sistema
Minimi:
- CPU: 1 GHz
- RAM: 768MB ram
- HDD: 8gb
- RISOLUZIONE SCHERMO: VGA 1024x768
- MEDIA: Lettore DVD drive o porta USB, per l'immagine ISO

Consigliati
- CPU: 1.5 GHz
- RAM: 1024MB ram
- HDD: 20gb
- RISOLUZIONE SCHERMO: VGA, DVI o HDMI 1366x768
- MEDIA: Lettore DVD drive o porta USB, per l'immagine ISO

## Software preinstallati
Linux Lite offre software simili o uguali all'ambiente Windows, in modo da rendere il più familiare possibile la transizione. I seguenti software sono inclusi assieme al sistema operativo:
- Firefox (Google Chrome dalla versione 6.0)
- Mozilla Thunderbird
- VLC media player
- GIMP
- LibreOffice

È ovviamente possibile installare tutta una serie di altri software, scaricando e installando i relativi pacchetti .deb oppure direttamente da terminale.
Con la versione Linux Lite 6.0 RC (release candidate), al posto di Firefox è presente Google Chrome come unico browser preinstallato e cambia il celebre sfondo, non più la classica foglia (simbolo di "leggerezza", dal nome Lite) ma una sfera. La versione 6.0 è stata rilasciata in forma definitiva il 1 giugno 2022.

## Versioni
| versione            | data di rilascio    | nome                | data di fine supporto | basato su           |
| versioni rilasciate | versioni rilasciate | versioni rilasciate | versioni rilasciate   | versioni rilasciate |
| ------------------- | ------------------- | ------------------- | --------------------- | ------------------- |
| 6.4                 | 1 Aprile 2023       |                     |                       |                     |
| 6.2                 | 1 Novembre 2022     |                     |                       |                     |
| 6.0                 | 1 Giugno 2022       |                     |                       |                     |
| 5.8                 | 31 Gennaio 2022     |                     |                       |                     |
| 5.6                 | 1 Settembre 2021    | Emerald             | Aprile 2025           | Ubuntu 20.04 LTS    |
| 5.4                 | 1 Aprile 2021       | Emerald             | Aprile 2025           | Ubuntu 20.04 LTS    |
| 5.2                 | 31 Ottobre 2020     | Emerald             | Aprile 2025           | Ubuntu 20.04 LTS    |
| 5.0                 | 31 Maggio 2020      | Emerald             | Aprile 2025           | Ubuntu 20.04 LTS    |
| 4.8                 | 14 January 2020     | Diamond             | Aprile 2023           | Ubuntu 18.04 LTS    |
| 4.6                 | 1 Settembre 2019    | Diamond             | Aprile 2023           | Ubuntu 18.04 LTS    |
| 4.4                 | 1 Aprile 2019       | Diamond             | Aprile 2023           | Ubuntu 18.04 LTS    |
| 4.2                 | 1 Novembre 2018     | Diamond             | Aprile 2023           | Ubuntu 18.04 LTS    |
| 4.0                 | 1 June 2018         | Diamond             | Aprile 2023           | Ubuntu 18.04 LTS    |
| 3.8                 | 1 Febbraio 2018     | Citrine             | Aprile 2021           | Ubuntu 16.04 LTS    |
| 3.6                 | 1 Settembre 2017    | Citrine             | Aprile 2021           | Ubuntu 16.04 LTS    |
| 3.4                 | 1 Aprile 2017       | Citrine             | Aprile 2021           | Ubuntu 16.04 LTS    |
| 3.2                 | 1 Novembre 2016     | Citrine             | Aprile 2021           | Ubuntu 16.04 LTS    |
| 3.0                 | 1 Giugno 2016       | Citrine             | Aprile 2021           | Ubuntu 16.04 LTS    |
| 2.8                 | 1 Febbraio 2016     | Beryl               | Aprile 2019           | Ubuntu 14.04 LTS    |
| 2.6                 | 1 Settembre 2015    | Beryl               | Aprile 2019           | Ubuntu 14.04 LTS    |
| 2.4                 | 1 Aprile 2015       | Beryl               | Aprile 2019           | Ubuntu 14.04 LTS    |
| 2.2                 | 1 Dicembre 2014     | Beryl               | Aprile 2019           | Ubuntu 14.04 LTS    |
| 2.0                 | 1 Giugno 2014       | Beryl               | Aprile 2019           | Ubuntu 14.04 LTS    |
| 1.0.8               | 17 Gennaio 2014     | Amethyst            | Aprile 2017           | Ubuntu 12.04 LTS    |
| 1.0.6               | 24 Giugno 2013      | Amethyst            | Aprile 2017           | Ubuntu 12.04 LTS    |
| 1.0.4               | 12 Febbraio 2013    | Amethyst            | Aprile 2017           | Ubuntu 12.04 LTS    |
| 1.0.2               | 25 Novembre 2012    | Amethyst            | Aprile 2017           | Ubuntu 12.04 LTS    |
| 1.0                 | 26 Ottobre 2012     | Amethyst            | Aprile 2017           | Ubuntu 12.04 LTS    |